# Eva Maria Buch
Eva Maria Buch (Berlín, 31 de enero de 1921-Berlín-Plötzensee, 5 de agosto de 1943) fue una activista católica alemana, intérprete, traductora, profesora de lengua, y miembro de la Orquesta Roja y de la resistencia alemana frente al nacional-socialismo.

## Biografía
Hasta mediados de los años 30, Eva-Maria Buch vivió con sus padres en el barrio berlinés de Charlottenburg. Luego la familia se mudó a Mariendorfer Hochfeilerweg, 23. Educada como católica, asistió a la Escuela dirigida por monjas ursulinas, que fue cerrada por los nacionalsocialistas en 1939. Después de terminar la escuela secundaria, Buch asistió a un seminario de interpretación en la Facultad de Estudios Extranjeros de la Universidad de Berlín.
A través de su trabajo en una librería en 1941 y 1942 conoció a Wilhelm Guddorf, a través de quien entró en contacto con la Orquesta Roja. La joven, políticamente inexperta, participó en algunas de las reuniones del grupo. Guddorf escondió un libro contrario al nazismo, en un mirador en el otoño de 1942. La ola de detenciones contra miembros de la Orquesta Roja que comenzó el 31 de agosto de 1942 también afectó a Buch, que fue detenida por la Gestapo el 11 de octubre de ese año. Guddorf también fue capturado poco tiempo después y ejecutado el 13 de mayo de 1943.
Eva-Maria Buch fue detenida e interrogada varias veces. Después de ser acusada ante el Tribunal Marcial del Reich, su juicio tuvo lugar allí del 1 al 3 de febrero de 1943. Como prueba sirvió un artículo que tradujo al francés y que estaba destinado a los trabajadores forzados en las fábricas de armamento alemanas. El folleto decía que los trabajadores siempre deberían recordar que serían sus familiares los que serían destrozados por las bombas que fabricaran.
Para proteger a otros del arresto, Buch afirmó ante el tribunal que ella misma había escrito el artículo. Por ello fue condenada a muerte el último día del juicio. El veredicto afirmó que había mostrado la astucia de un católico y la hostilidad hacia el Estado de un comunista. Adolf Hitler rechazó personalmente una solicitud de clemencia de los padres de Buch. La joven de veintidós años fue ejecutada el 5 de agosto de 1943 en la prisión de Plötzensee.Mientras se acercaba al verdugo, leyó pasajes del Evangelio y de las Bienaventuranzas. Y, con esa fe viva y madura, pudo ir a la muerte con la alegría de saber que había trabajado por la verdad.
Poco antes de conocer que terminaría en la guillotina, escribió una carta a sus padres,en la que les decía: «Pronto me condenarán a muerte, pero volvería a hacer todo lo que hice. Fue una época difícil, pero ahora es todo paz y alegría. Siéntanse bien y traten de vivir de una manera hermosa. Nos volveremos a ver en el más allá».

## Distinciones

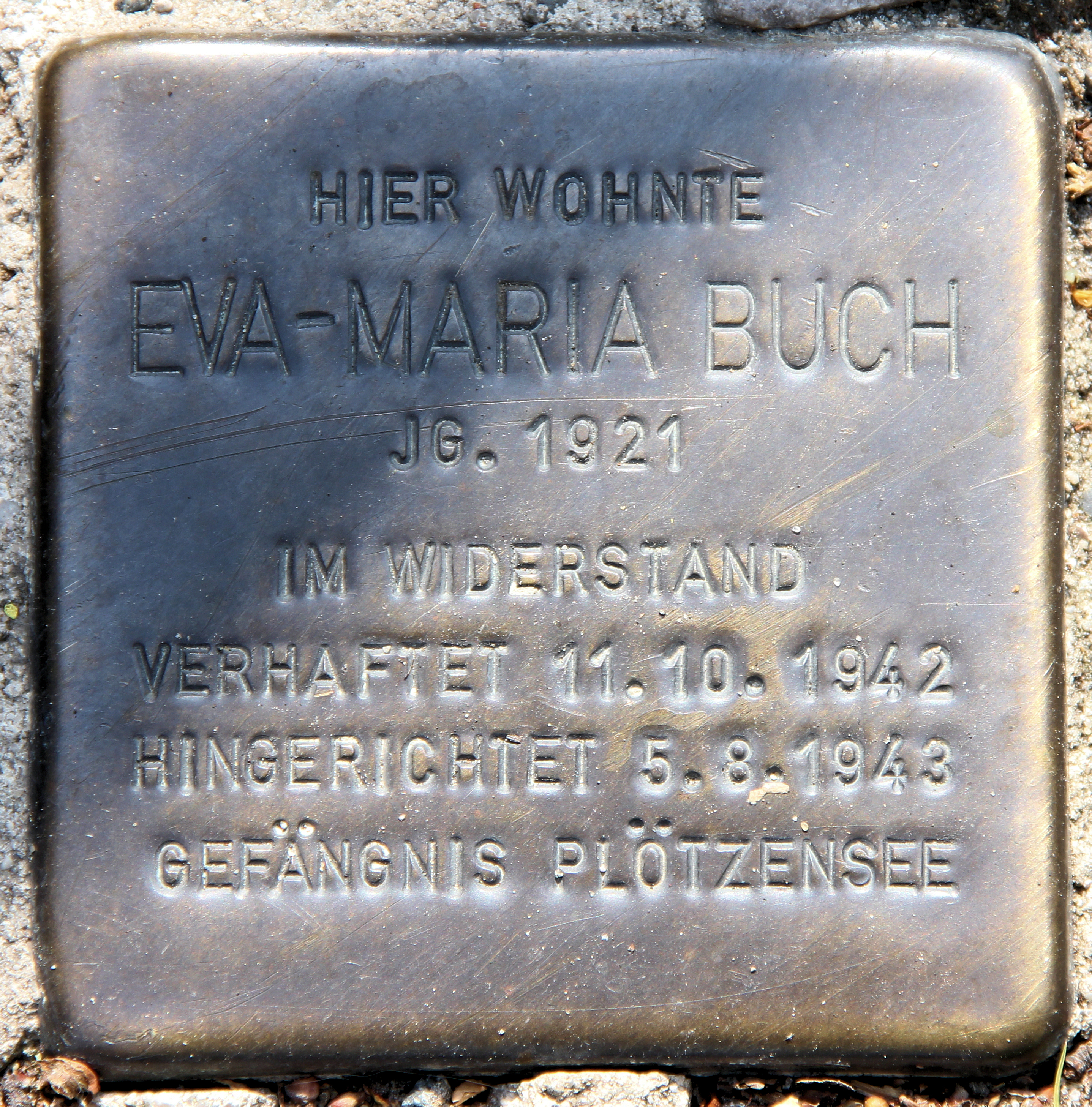
Placa delante de la casa de Eva Maria Buch, Hochfeilerweg 23a, en Berlín-Mariendorf

- En el patio de la Universidad Humboldt de Berlín, un monumento conmemora a doce universitarios que “cayeron en la lucha contra el nacional-socialismo hitleriano”, entre los que se encuentra Eva Maria Buch.
- Una placa conmemorativa de los mártires de la era nazi en la catedral de Santa Eduvigis, en la plaza Bebelplatz, en Berlín-Mitte, también nos recuerda el destino de Eva Maria.
- La biblioteca municipal de Tempelhof recibió en 1993 el nombre de Casa Eva-Maria-Buch. Posteriormente se convirtió en la sede de la biblioteca central del distrito de Tempelhof-Schöneberg.
- La iniciativa Stolpersteine en la B 96 puso un placa frente a la antigua casa de Eva-Maria Buch en Hochfeilerweg 23a en Berlín-Mariendorf.[10]
- En el distrito de Oberreut de la ciudad de Karlsruhe y en la ciudad de Soltau hay una calle llamada Eva-Maria-Buch-Straße.
- Se encuentra en el Martirologio alemán del siglo XX, publicación a cargo de Helmut Moll en 1999.[11]

## Publicaciones

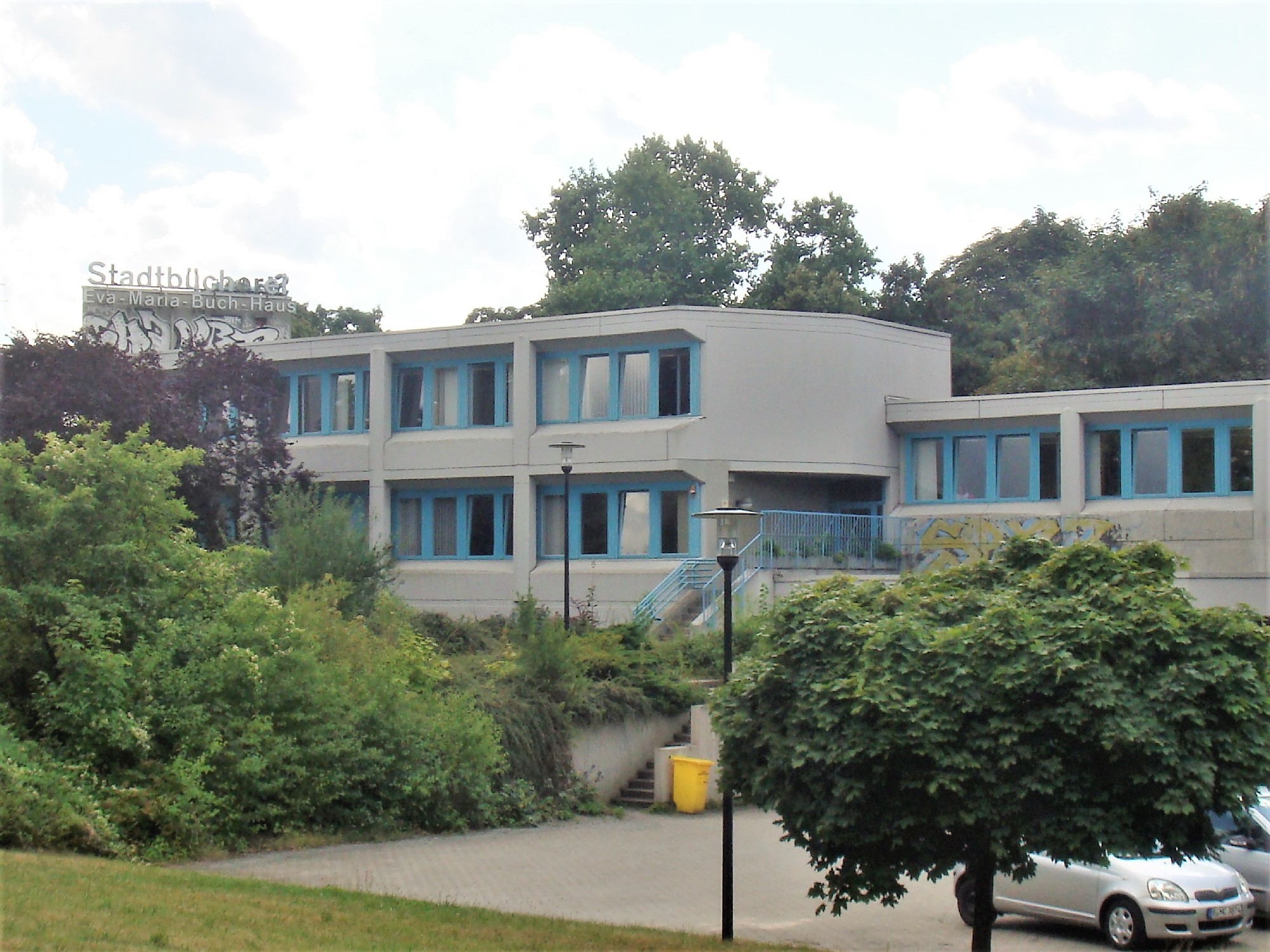
Eva-Maria-Buch-Bibliothek, Berlin

### en alemán
- Gert Rosiejka: Die Rote Kapelle. „Landesverrat“ als antifaschistischer Widerstand. Mit einer Einführung von Heinrich Scheel. ergebnisse, Hamburg 1986, ISBN 3-925622-16-0.
- Kurt Schilde, Eva-Maria Buch und die „Rote Kapelle“. Erinnerung an den Widerstand gegen den Nationalsozialismus. Mit einem Geleitwort von Hanna-Renate Laurien. Berlin 1992/2. Auflage 1993
- Gilles Perrault, Auf den Spuren der Roten Kapelle. (Überarbeitete Auflage), Rowohlt 1994
- Ursula Pruß, Art.: Eva-Maria Buch, in: Helmut Moll (Hrsg. im Auftrag der Deutschen Bischofskonferenz), Zeugen für Christus. Das deutsche Martyrologium des 20. Jahrhunderts, Paderborn u. a. 1999, 8, erweiterte und überarbeitete Auflage 2024, ISBN 978-3-506-79130-6, S. 149–153.

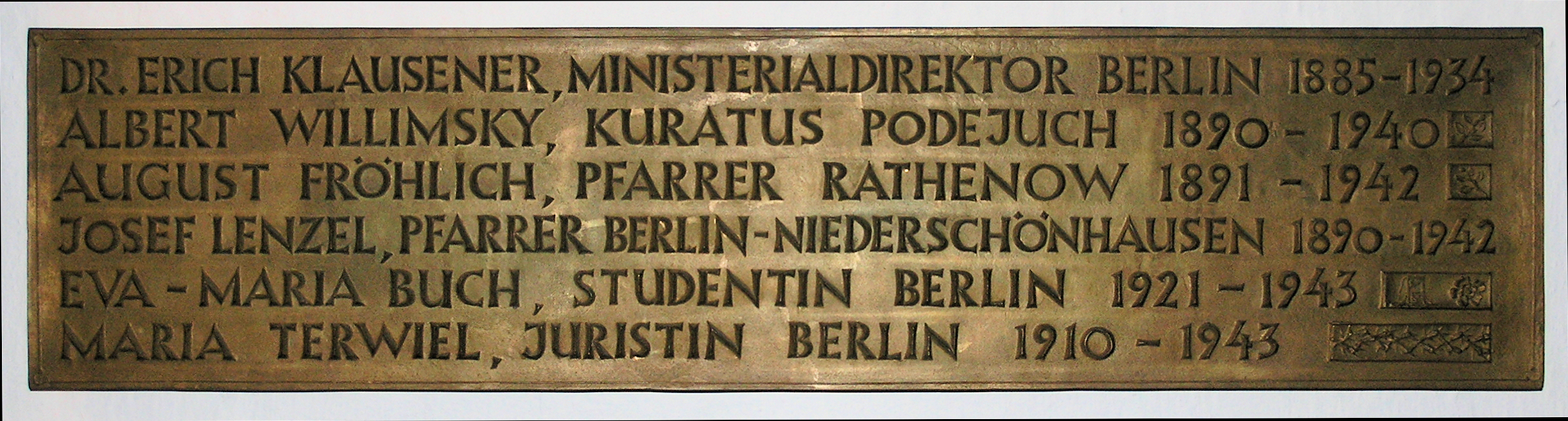
Placa conmemorativa en la cripta de la catedral de Santa Eduvigis en Berlín-Mitte